# Ruta de la Sal de la Vida
La Ruta de la Sal de la Vida és un recorregut d'uns 150 km, per etapes, entre Sant Feliu de Guíxols i el santuari de Núria proposat pel Consorci de les Vies Verdes i la Fundació ECA Global. Aquestes etapes es poden fer tant exclusivament a peu com alternant amb la bicicleta tot connectant diferents carrils bici ja existents o bé pistes i camins fins a enllaçar els dos indrets esmentats del Pirineu i la Costa Brava.
Les tres vies verdes existents a les comarques gironines (Ripoll-Sant Joan de les Abadesses, Olot-Salt/Girona i Girona-Sant Feliu de Guíxols) gaudeixen d'un nivell alt d'acceptació i utilització popular, i els promotors de la Ruta de la Sal de la Vida volien augmentar encara més aquesta utilització i fer-la extensiva a territoris que ara per ara queden fora de les vies verdes oficials. El recorregut és un viatge simbòlic que combina l'argument de la salut i el del lleure, i és una bona excusa per conèixer el territori i l'oferta que hi ha a l'entorn del trajecte.
La proposta, feta pública al març del 2005, tenia alguns paral·lelismes amb el que podríem anomenar "recorregut espiritual" o "pelegrinatge laic". Pretenia, per exemple, que al llarg de l'itinerari hom dugués un petit recipient amb aigua de mar recollida a Sant Feliu de Guíxols que s'hauria de vessar en algun lloc de la vall de Núria per simbolitzar el retorn a la natura de la seva essència, l'aigua. Una altra semblança és que tothom que hi participés podria segellar a cada ajuntament o a cada parròquia de la ruta un carnet acreditatiu. Quan es va fer públic, al març de 2005, es va assegurar que els promotors treballaven perquè hi hagués una xarxa de locals municipals i parroquials per pernoctar, pagant la voluntat, i fer la ruta més autèntica.